# Štedna žarulja
Štedna žarulja ili kompaktna fluorescentna žarulja (engl.: compact fluorescent lamp (CFL)), vrsta je fluorescentne cijevi. Napravljene su s namjerom zamjene žarulje sa žarnom niti (engl. incandescent light bulb). Štedne žarulje za istu količinu svjetlosti troše manje električne energije od žarulja sa žarnom niti, imaju duži vijek trajanja, ali su zato dosta skuplje i, zbog sadržaja žive, potencijalno opasne po zdravlje ljudi i okoliš.
Spiralni tip štedne žarulje ima nešto niži stupanj iskorištenja od izduženog tipa, zbog debelog sloja fluorescentnog nanosa na donjoj strani. 
Štedne žarulje zrače drugačiji svjetlosni spektar od žarulja sa žarnom niti. Nije identičan zračenju crnog tijela, već je jako ovisan o izboru fluorescentnog premaza. Ovisno o vrsti premaza postiže se bar subjektivna sličnost prema spektru crnog tijela različitih temperatura.

## Povijest
Prethodnica današnje štedne žarulje je žarulja iz 1890-ih godina, koju je izumio Petar Cooper Hewitt Ta je žarulja rabljena u fotografskim studijima i industriji. Edmund Germer, Friedrich Meyer i Hans Spanner patentirali su 1927. godine tzv. svjetiljku s parom pod visokim tlakom. George Inman u suradnji s General Electricom napravio je praktičnu fluorescentnu žarulju 1938. godine, inače patentiranu 1941. godine. Današnju štednu žarulju izumio je Ed Hammer, inženjer General Electrica, kao odgovor na naftnu krizu 1973. godine.
Štedna žarulja se postupno počela proizvoditi te primjenjivati za širu uporabu.

## Konstrukcija
U pogledu smanjenja veličine je najvažniji napredak bio je zamjena elektromagnetske prigušnice elektroničkom predspojnom napravom, a ujedno je time uklonjeno treptanje koje se pojavljuje starenjem svjetiljke, te je skraćeno vrijeme paljenja.
Glavna dva dijela žarulje su: plinom napunjena cijev te predspojna naprava (u štednoj žarulji je to redom elektronički sklop).
Kako plin u cijevi u početnom trenutku nije električki vodljiv, predspojna naprava osigurava početno žarenje elektroda na suprotnim krajevima cijevi, te također osigurava početni visoki napon potreban za udarnu ionizaciju plina. Time se postiže da plin unutar cijevi postane ioniziran i time električki vodljiv. U tom stanju plin ostaje dokle god električka struja koja njime protiče ima dostatnu jakost. Ionizirani plin ujedno odašilje ultraljubičasto zračenje koje obasjava fluorescentni premaz, a fluorescentni premaz odašilje vidljivu svjetlost. Kod uobičajenih štednih žarulja je elektronička predspojna naprava konstruirana da za relativno širok raspon ulaznih napona daje istu svjetlost, pa time te žarulje nisu pogodne za upravljanje jačinom svjetlosti.
Pretežno se proizvode izmjeničnu struju i napone koji se koriste u kućanstvima, no postoje i tipovi prilagođeni radu na istosmjernoj struji, uglavnom kao prijenosne baterijske svjetiljke.

## Integrirane štedne žarulje
Integrirane štedne žarulje sadrže oboje: predspojnu napravu i cijev u jednom dijelu (otuda ime), te navojni, bajunetni ili drugi priključak. Vrlo je čest baš navojni priključak čime se postiže da se te žarulje mogu uvrnuti u postojeća grla, npr. E27 ili E14.

## Neintegrirane štedne žarulje
Neintegrirane žarulje imaju posebno zamjenjivu žarulju i trajno postavljenu predspojnu napravu. Starter je obično smješten u osnovi same žarulje. Pošto je predspojna naprava smještena u samom žaruljnom grlu (kućištu), na raspolaganju je više mjesta nego kod integriranih žarulja, tako da je ponekad jednostavno električna prigušnica. Samo je kućište zato skuplje, ali uz predspojnu napravu velike trajnosti je to isplativo, jer je potrošni dio samo cijev. Takva predspojna naprava može omogućiti brže paljenje, regulaciju svjetlosti, te neke druge prednosti.
Neintegrirane štedne žarulje popularnije su za profesionalne korisnike, kao što su hoteli, uredske zgrade itd.
Druga izvedba neintegriranih žarulja je ona gdje početni sustav ima kućište baze te posebnu cijev. Kasnije se samo cijev mijenja. Primjeri takvih žarulja su npr.: "Thorn 2D" te neke "Philips PL" varijante. Rijetko se mogu naći, jer su ih zamijenile jeftinije, integrirane žarulje.

## Usporedba sa žaruljama sa žarnom niti

### Vijek trajanja
Prosječni vijek trajanja štedne žarulje je 8-15 puta dulji od klasičnih. Obično imaju naznačen vijek trajanja između 6000 i 15 000 sati, dok klasične imaju 750 ili 1000 sati, međutim, postoje i klasične žarulje s dugim vijekom trajanja. Vijek trajanja ovisi o više čimbenika, uključujući: napon, tvorničke pogrješke, izloženost kratkotrajnim prenaponima, izloženost mehaničkim trešnjama, mrežnoj frekvenciji, temperaturi okoline itd.
Vijek trajanja štedne žarulje je ograničen i brojem paljenja, pa će se ukupno trajanje značajno skratiti ako se uključuju svijetliti samo nekoliko minuta. Npr., ako su razdoblja uključivanja i isključivanja dugi do 5 minuta, vijek trajanja štedne žarulje može biti kraći i do 85%, tako da im se poništava prednost nad klasičnim žaruljama.
Što su starije, štedne žarulje proizvode manje svjetlosti nego na početku, kad su nove. Pri kraju svog vijeka, može se očekivati da će štedne žarulje proizvoditi oko 70-80 % početne količine svjetlosti.

### Spektar svjetla
Žarulje sa žarnom niti daju tipični spektar crnog tijela, dok štedne žarulje, poput ostalih fluorescentnih žarulja, daju spektar koji ovisi o tipu fluorescentnog premaza. Vizualno hladnija svjetlost ima višu temperaturu, i obrnuto.

### Stupanj iskorištenja
Za danu razinu osvjetljenja, štedne žarulje troše između jedne trećine i jedne petine električne energije klasične žarulje jednake potrošnje. Na električno osvjetljenje otpada oko 9% kućne potrošnje električne energije (podatak za SAD 2001. godine).
Uobičajena štedna žarulja uspije pretvoriti između 17 do 21% električne energije u zračenu - svjetlosnu energiju. Pošto se osjetljivost oka mijenja s valnom dužinom, proizvodnja ili učinak žarulje mjeri se u lumenima (lm). Lumenski učinak štedne žarulje obično je 60 do 72 lumena po watu (lm/W), dok je klasične žarulje 8 do 17 lm/W.

### Cijena
Početna investicija je dosta veća, jer je cijena štedne žarulje prosječno 3 do 10 puta veća od klasičnih žarulja. Ipak, duži vijek trajanja te niža potrošnja električne energije obično pokriju višu početnu cijenu.
U poslovnim prostorima štedne su žarulje vrlo učinkovite, jer se takvi prostori osvjetljavaju skoro cijelo radno vrijeme.

### Vrijeme paljenja
Dok se klasične žarulje pale praktično istovremeno kada se uključi prekidač, štednim je žaruljama potrebno neko vrijeme dok ne dostignu puni sjaj, što pri niskim temperaturama to traje još dulje.
Nekim vrstama štednih žarulja potrebno je i do tri minute da dostignu puni sjaj. Uzimajući u obzir i kraći vijek trajanja zbog češćih uključenja i isključenja, štedne žarulje mogu biti manje privlačne od klasičnih za sva mjesta gdje ne trebaju biti uključene dulje vrijeme, kao npr. za automatsko uključivanje i isključivanje na ulazima kuća, garaža itd.

## Druge tehnologije štednih žarulja
Druga vrsta štedne žarulje je tzv. radiofluorescentna štedna žarulja. Kod ovih žarulja, živina para aktivira se preko radiofrekvencijskog oscilatora. Trenutačno ovaj tip svjetiljke ima previsoku proizvodnu cijenu te probleme u vezi s elektromagnetskom kompatibilnosti i donošenju odgovarajućih međunarodnih standarda. 
Neki proizvođači rade štedne žarulje s premazom titanijevog(IV) oksida na vanjskoj strani. Osvijetljen tragovima UV zračenja koje prolazi kroz staklenu cijev, takav premaz se aktivira na svojoj površini i postaje biocidan, no učinkovitost takvog sklopa je upitna.
Hladno-katodna fluorescentna štedna žarulja, jedna je od novijih tipova štedne žarulje. Napon je kod njih pet puta veći nego kod drugih štednih žarulja, dok je struja deset puta manja. Imaju promjer oko 3 mm. Njihov je učinak (lm/W) oko 50% manji od učinka drugih štednih žarulja. Inače njihova prednost je, da su kao i klasične žarulje, kompatibilne s regulatorima osvjetljenja fotostanicama, te imaju vijek trajanja dug oko 50 tisuća sati. Pogodne su za mjesta, gdje se žarulje često uključuju i isključuju. Neki proizvođači daju fosforescentni premaz na štedne žarulje tako da neko vrijeme "svijetle" nakon što ih isključimo, što može biti korisno u izvanrednim situacijama.
Temperatura boje je kvantitativna mjera. Što je veća temperatura boje u kelvinima, "hladnija" je svjetlost. Kod današnjih štednih žarulja i drugih žarulja s tri premaza, imena boja nisu standardizirana za pojedine temperature boja, kao što su bile kod starijih holofosfatnih fluorescentnih žarulja. Između pojedinih proizvođača zapažene su nedosljednosti i razlike. Primjerice "Sylvania 's Daylight CFL" ima temperaturu boje 3500 K, dok većina drugih žarulja tipa "dnevna svjetlost" (eng. ' daylight ') ima bar 5000 K. Štedne žarulje u drugim bojama proizvode se u manjoj mjeri.

## Odnos prema okolišu i zdravlju

### Ušteda energije
Pošto fluorescentne štedne žarulje troše manje električne energije za istu količinu proizvedene svjetlosti od klasičnih žarulja s užarenom niti, štedne žarulje snižavaju neto potrošnju električne energije. Iz razloga što danas većina električne energije stiže iz termoelektrana na fosilna goriva, koje su odgovorne za otpuštanje velikih količina ugljikovog(IV) oksida, kancerogenih organskih spojeva, žive i radioaktivnih tvari[nedostaje izvor] u atmosferu, smanjenje potrošnje izravno utječe i na smanjivanje otpuštanja tih tvari u okoliš. Neto učinak je izrazito pozitivan za okoliš.
Međutim, dok štedne žarulje troše manje električne energije, više je električne energije potrebno za njihovu proizvodnju, nego za klasične žarulje. To je opet ublaženo s tim da štedne žarulje imaju duži vijek trajanja.
Kao i sve fluorescentne žarulje, tako i štedne žarulje imaju određenu količinu žive, oko 4,0 mg po žarulji u obliku pare, što u slučaju nepropisnog zbrinjavanja otpadnih žarulja predstavlja problem za tlo, zrak i vodu. Neki proizvođači proizvode štedne žarulje s manjom količinom žive, od 1,0 mg do 1,5 mg po žarulji.

### Odlaganje razbijenih i rabljenih štednih žarulja
Prema uputstvu Agencije za zaštitu životne sredine SAD-a, ako se razbije štedna žarulja (koja sadrži živu) u zatvorenom prostoru (stanu ili kući), potrebno je provjetriti prostoriju, sakupiti komade žarulje, ali nikako ne rukom, već kartonom (živa prodire kroz kožu). Ukloniti ostale komadiće žarulje ljepljivom trakom te obrisati pod vlažnom krpom. Sve predmete koji su se koristili prilikom čišćenja baciti u dobro zatvorenoj ambalaži te baciti i sve komade odjeće ili posteljine, ako imaju komadiće žarulje. Vrećicu s otpadom potom predati na zbrinjavanje u reciklažno dvorište ili tvrtci ovlaštenoj za sakupljanje opasnog otpada. Ne smije ju se baciti u kantu za smeće (komunalni otpad).
Ovakve upute tiču se izbjegavanja opasnosti od kroničnog trovanja živom, a ne iznenadne kemijske opasnosti po zdravlje, koja kod loma ovakve žarulje ne postoji.
Dosadašnja istraživanja u SAD-u od strane "Maine DEP-a" te također Sveučilišta Brown 2008. godine, potvrđuju, da količina žive oslobođena iz razbijenih štednih žarulja uvelike premašuje sigurnosne standarde. Fizičar Georg Steinhauser s Instituta za atomsku fiziku pri Tehničkom sveučilištu u Beču smatra "skandalom" i "velikom glupošću"[nedostaje izvor]  postupak analize koji EU provodi da bi ustanovila udio žive u štednim žaruljama. Problem je, prema njemu, što se udio žive može ustanoviti tek nakon što je žarulja uništena, a njezinim uništenjem nestaju plinoviti sastojci. To ostaje nekomentirano u uredbi i radi se o pogrešci koja bi mogla dramatično falsificirati rezultate analize. Uporabljene štedne žarulje trebalo bi reciklirati na pravilan način kao opasni otpad. Nažalost, procjenjuje se, da je samo oko 3% štednih žarulja pravilno odloženo ili reciklirano.
U Europskoj uniji štedne žarulje podliježu direktivi sheme za otpadnu električnu i elektroničku opremu (engl. Waste Electrical and Electronic Equipment Directive (WEEE)). U maloprodajnu cijenu uključen je i iznos za reciklažu, s tim da su proizvođači i uvoznici dužni zbrajati i reciklirati rabljene štedne žarulje. U većini zemalja posebne upute za rukovanje za štedne žarulje trenutačno nisu ispisane na pakiranjima štednih žarulja za kućnu uporabu.
Živa je u štednim žaruljama opasna za okoliš, jer jedna žarulja može uzrokovati onečišćenje do 100 000 ng/m3 zraka - oko 300 puta više kronične granice od samo 300 ng/m3 zraka[nedostaje izvor]. Preporučivalo se zamatanje rabljenih štednih žarulja u dvostruke plastične vrećice prije odlaganja da bi se smanjila mogućnost njihovog pucanja. Studija "Maine DEP-a" iz 2008. godine usporedila je metode odlaganja štednih žarulja i upozorila, da su plastične vrećice najgore rješenje, jer u slučaju loma, živina para nastavlja "curiti" iz vrećice daleko preko dozvoljene razine. Maine DEP sada preporučuje hermetički zatvorene staklenke, kao najbolje rješenje za otpadne štedne žarulje.

## Konstrukcijski problemi štednih žarulja

### Veličina
Količina svjetlosti koju štedna žarulja odašilje razmjerna je veličini fluorescentne površine, što znači da su žarulje s većom snagom veće od odgovarajućih klasičnih žarulja. Zbog toga često štedne žarulje ne stanu u kućište u kojem je bila klasična žarulja.

### Regulacija jačine svjetlosti
Samo mali broj posebnih štednih žarulja ima mogućnost regulacije jačine svjetlosti.

### Negativan utjecaj na kvalitetu električne struje
Valni oblik električnog napona može biti narušen kod većih instalacija štednih žarulja.

### Sporo postizanje punog osvjetljenja
Puna jačina svjetlosti iz štedne žarulje postigne se tek nakon duljeg vremena (i do 3 minute u hladnim uvjetima). Odmah nakon paljenja, razina svjetlosti može biti čak i upola manja od normalne pune razine. Na drugoj strani, klasične žarulje trebaju samo oko 0,1 sekunde da zasvjetle.

### Utjecaj na elektroničke uređaje
Odašiljanje infracrvenih signala štednih žarulja u vrlo rijetkim slučajevima može ometati uređaje kojima se upravlja bliskim infracrvenim zračenjem, a njihovi radiovalovi mogu izazvati interferenciju s radijom, televizorom, preklopnim satovima i mobilnim telefonima putem radiovalova.

### Zujanje
Kao i većina fluorescentnih žarulja tako i štedne žarulje rijetko mogu odašiljati zvuk u obliku zujanja, dok kod klasičnih žarulja, bar u radu na punoj snazi, toga nema. Najčešći uzrok je u predspojnoj napravi.

### Iridescencija
Kod fluorescentnih žarulja vrlo rijetko može doći do pojave iridescencije (prelijevanje boja). Razina može biti skoro neprimjetna, ali može biti i vrlo vidljiva.

### Rad na niskim temperaturama
Štedne žarulje koje nisu napravljene za rad na vrlo niskim temperaturama okoline, na tim temperaturama neće moći raditi.

### Slabljenje intenziteta
Štedne žarulje s vremenom gube razinu svjetlosti koje mogu odašiljati.

### Ultraljubičasto zračenje
Štedne žarulje loše kvalitete kroz fluorescentni sloj i staklo mogu propuštati tolike količine ultraljubičastog zračenja da mogu oštetiti razne materijale poput zidne boje, tekstilnih materijala i drugih stvari koje su osjetljive na njega, a također mogu biti štetne za zdravlje ako je čovjek redovito blizu takvog izvora svjetla kroz dulje vremensko razdoblje.

## Pitanje masovnije uporabe štedne žarulje
Posebno zbog manje potrošnje električne energije i samim time manje kontaminacije okoline ispušnim plinovima elektrana na fosilna goriva, razne organizacije nastoje na razne načine povećati uporabu štednih žarulja, te s druge strane smanjiti uporabu klasičnih žarulja. Vlade nekih država razmatraju čak rigoroznije mjere, kao što su potpuno ukidanje klasičnih žarulja zbog uvođenja štednih žarulja. Mjere su u većini slučajeva financijske prirode, veće pristojbe na proizvodnju klasičnih žarulja pa čak i zabrana proizvodnje klasičnih žarulja. SAD, Kanada i Australija su već objavile uvođenje potpune zabrane uporabe klasičnih žarulja u bližoj budućnosti. U Bruxellesu, u prosincu 2008., članice EU-a odobrile su prijedlog postupnog ukidanja klasičnih žarulja počevši od 2009. godine pa do 2012. godine.